# Projeto Quagga
O Projeto Quagga é uma tentativa de um grupo de pesquisadores da África do Sul de usar cruzamentos seletivos para conseguir uma linhagem de zebras-das-planícies que se assemelham ao extinto quaga (Equus quagga quagga).
Em 1955, Lutz Heck sugeriu em seu livro Großwild im Etoshaland que cruzamentos seletivos cuidadosos com a zebra-das-planícies poderiam produzir um animal parecido com o extinto quagga: uma zebra com poucas listras e uma cor básica marrom. Reinhold Rau visitou em 1971 vários museus na Europa para examinar os espécimes quagga em suas coleções. Durante estas visitas ele discutiu com o Dr. Theodor Haltenorth, um especialista em mamíferos de Munique, Alemanha, a viabilidade de tentar recriar o quagga. Haltenorth acreditou que tal programa seria possível.